# Quartel Jaime Mota
Le Quartel Jaime Mota est une caserne du Cap-Vert située avenue Andrade Corvo à Praia au Cap-Vert. 

## Description
Situé sur les hauteurs du quartier historique du Plateau (Platô), à proximité du Palais présidentiel et du monument dédié à Diogo Gomes. Construit en 1826, ce bâtiment de style colonial est l'un des plus anciens de la ville.
Son nom actuel rend hommage à Jaime Mota, un guérillero cap-verdien, militant du PAICV, qui fut tué en Guinée portugaise.

## Histoire

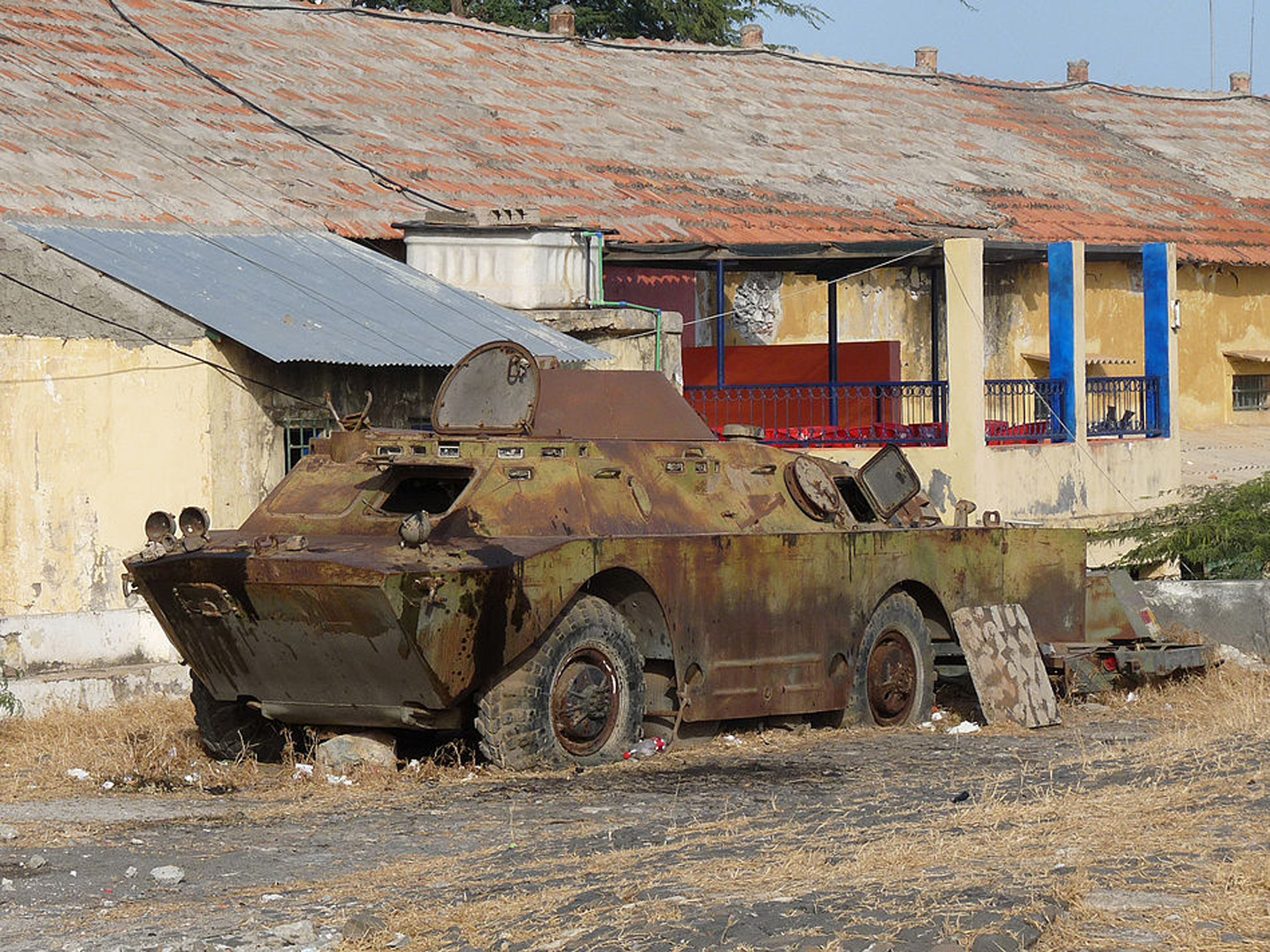
Un BRDM-2 à l'abandon devant le bâtiment en 2012.

La transformation d'une partie de la caserne en musée national est envisagée dès 2004. Ce projet est confirmé en septembre 2012 : le bâtiment abritera à la fois des services du ministère de la Défense et un musée militaire. Les travaux devront prendre en compte la nécessité de préserver une façade historique et la structure d'origine en fer à cheval, caractéristique des forts portugais du XIXe siècle. Pour valoriser l'ensemble, une zone piétonnière est envisagée.
À l'extérieur de l'édifice est exposé, en 2012, un véhicule militaire blindé BRDM-2 d'origine soviétique.
Dans le cadre d'un accord de coopération signé en décembre 2013 par les ministres de la Défense angolais et cap-verdien, l'Angola s'engage à restaurer et à moderniser la caserne Jaime Mota.